# 森德瓦
森德瓦（Sendhwa），是印度中央邦Barwani县的一个城镇。总人口48941（2001年）。

## 人口
该地2001年总人口48941人，其中男性25269人，女性23672人；0—6岁人口8418人，其中男4389人，女4029人；识字率62.53%，其中男性为69.90%，女性为54.67%。